# Westland Wessex (Flugzeug)
Die Westland Wessex war ein dreimotoriges Verkehrsflugzeug des britischen Herstellers Westland Aircraft. Es wurde im Jahr 1929 als Westland IV für vier Passagiere und zwei Piloten entwickelt. 1930 wurde die Motorisierung überarbeitet, in Westland Wessex umbenannt und die zwei bereits fertiggestellten Westland IV zu Westland Wessex umgebaut.
1933 wurde die letzte Wessex produziert und an die ägyptische Luftwaffe geliefert. Insgesamt wurden zwei Westland IV und acht Wessex gebaut.
Zwei Flugzeuge wurden 1939 in Dienst der Royal Air Force gestellt und zur Navigationsausbildung von Piloten genutzt.

## Konstruktion
Die Westland IV/Wessex war ein dreimotoriger verstrebter Hochdecker. Der kastenförmige Rumpf war eine stoffbespannte Holzrahmenkonstruktion und nahm eine geschlossene Kabine für zwei Piloten und vier Passagiere auf.

## Technische Daten
| Kenngröße             | Daten |
| --------------------- | --- |
| Besatzung             | 2 |
| Passagiere            | 4 |
| Länge                 | 11,58 m |
| Spannweite            | 17,53 m |
| Startgewicht          | 2.858 kg |
| Höchstgeschwindigkeit | 196 km/h |
| Reichweite            | 675 km |
| Triebwerke            | drei 4-Zylinder-Reihenmotoren ADC Cirrus III mit je 95 PS (IV) / drei 5-Zylinder-Sternmotoren AS Genet Major IA mit je 145 PS (Wessex) |